# William Mead
William Rutherford Mead (né en 1846, mort en 1928) est un architecte américain, membre du cabinet McKim, Mead and White. Sa collaboration avec Charles Follen McKim commença en 1879, date à laquelle il fut rejoint par Stanford White. 